# Zgărdești
Zgărdești è un comune della Moldavia situato nel distretto di Telenești di 968 abitanti al censimento del 2004.

## Località
Il comune è formato dall'insieme delle seguenti località (popolazione 2004):
- Zgărdești (942 abitanti)
- Bondareuca (4 abitanti)
- Ciofu (22 abitanti)